# Taishi Matsumoto
Taishi Matsumoto (松本 泰志, Matsumoto Taishi, Higashimatsuyama, 22 augustus 1998) is een Japans voetballer die als middenvelder speelt bij Sanfrecce Hiroshima.

## Clubcarrière
Matsumoto begon zijn carrière in 2017 bij Sanfrecce Hiroshima.

## Interlandcarrière
Hij nam met het Japans voetbalelftal deel aan de Copa América 2019.